# Stenus pusillus
Stenus pusillus är en skalbaggsart som beskrevs av Stephens 1833. Stenus pusillus ingår i släktet Stenus, och familjen kortvingar. Arten är reproducerande i Sverige.